# Prêmio Tony Jannus
O Prêmio Tony Jannus (em inglês:  Tony Jannus Award) reconhece conquistas individuais de destaque na aviação comercial regular por executivos de companhias aéreas, inventores, fabricantes, e líderes governamentais. O prêmio é conferido anualmente pela Tony Jannus Distinguished Aviation Society e foi concedido a primeira vez em 1964 em Tampa (Flórida). Homenageia o pioneiro da aviação Tony Jannus (1889—12 de outubro de 1916), que pilotou o voo inaugural da St. Petersburg-Tampa Airboat Line de 1 de janeiro de 1914, o primeiro voo comercial agendado do mundo com uma aeronave mais pesada que o ar. Além de preservar o legado de Tony Jannus, a sociedade sem fins lucrativos também oferece assistência financeira a estudantes universitários que visam estudos sobre aviação e realiza um concurso anual de redação para estudantes do ensino médio para incentivar carreiras na aviação.
Dentre os laureados com o prêmio estão Eddie Rickenbacker, Donald Wills Douglas, James Doolittle, Cyrus Rowlett Smith (fundador da American Airlines), William A. Patterson (presidente da United Airlines em 1934-1966) e Charles Elwood Yeager. Os laureados são consagrados no St. Petersburg Museum of History's First Airline Pavilion. O Museu, localizado a 100 jardas (91 m) do local de decolagem do voo inaugural de 1 de janeiro de 1914, também tem uma réplica operacional do aeroplano Benoist XIV pilotado por Jannus naquele dia. Em 29 de janeiro de 2011 o American Institute of Aeronautics and Astronautics afixou uma placa no museu, em comemoração ao local da primeira companhia aérea com voo regularmente agendado do mundo.